# Sijagrije
Sijagrije (lat. Syagrius) (430. – 486. ili 487.) je bio zadnji rimski dužnosnik u Galiji. Na položaj je došao nasljednim putem preko svog oca Egidija, zadnjeg rimskog magistera milituma Galije. Sijagrije je očuvao očevu ostatak države između Some i Loare oko Soissons nakon urušavanja središnje vlasti Zapadnog Rimskog Carstva. Tu je državinu Sv. Grgur iz Toursa nazvao Sijagrijevom "kraljevinom". Sijagrije je vladao ovom galorimskom enklavom od očeve smrti 464. godine. Sijagrije je nosio naslov vojnog zapovjednika dux. U Noviodunumu, glavnom gradu belgskog plemena Suessionesa  (današnji Soissons) sve do 480. je godine kovao novac koji je nosio likove zapadnorimskih careva. Sudeći prema zapisima sv. Grguru iz Toursa, nosio je naslov rex Romanorum, "kralj Rimljana". 
Vladao je sve do 486. kad ga je u bitci u bitci kod Soissonsa porazio ga je kralj salijskih Franaka Klodvig I. Franci su tom pobjedom pripojili Soissonsku državinu, uklonili zadnji državnopravni trag Zapadnog Rimskog Carstva te postali regionalnom silom. Taj je poraz bio ujedno i krajem rimske vlasti izvan Italije. Sijagrije je pobjegao u Toulouse kod vizigotskog kralja Alarika. Vizigotski kralj Alarik II. je uskratio utočište Sijagriju. Uhvatio ga je te predao Klodvigu koji ga je potom dao mučiti i pogubiti.